# Alice Pantermüller
Alice Pantermüller (* 9. Juli 1968 in Flensburg) ist eine deutsche Kinderbuchautorin.

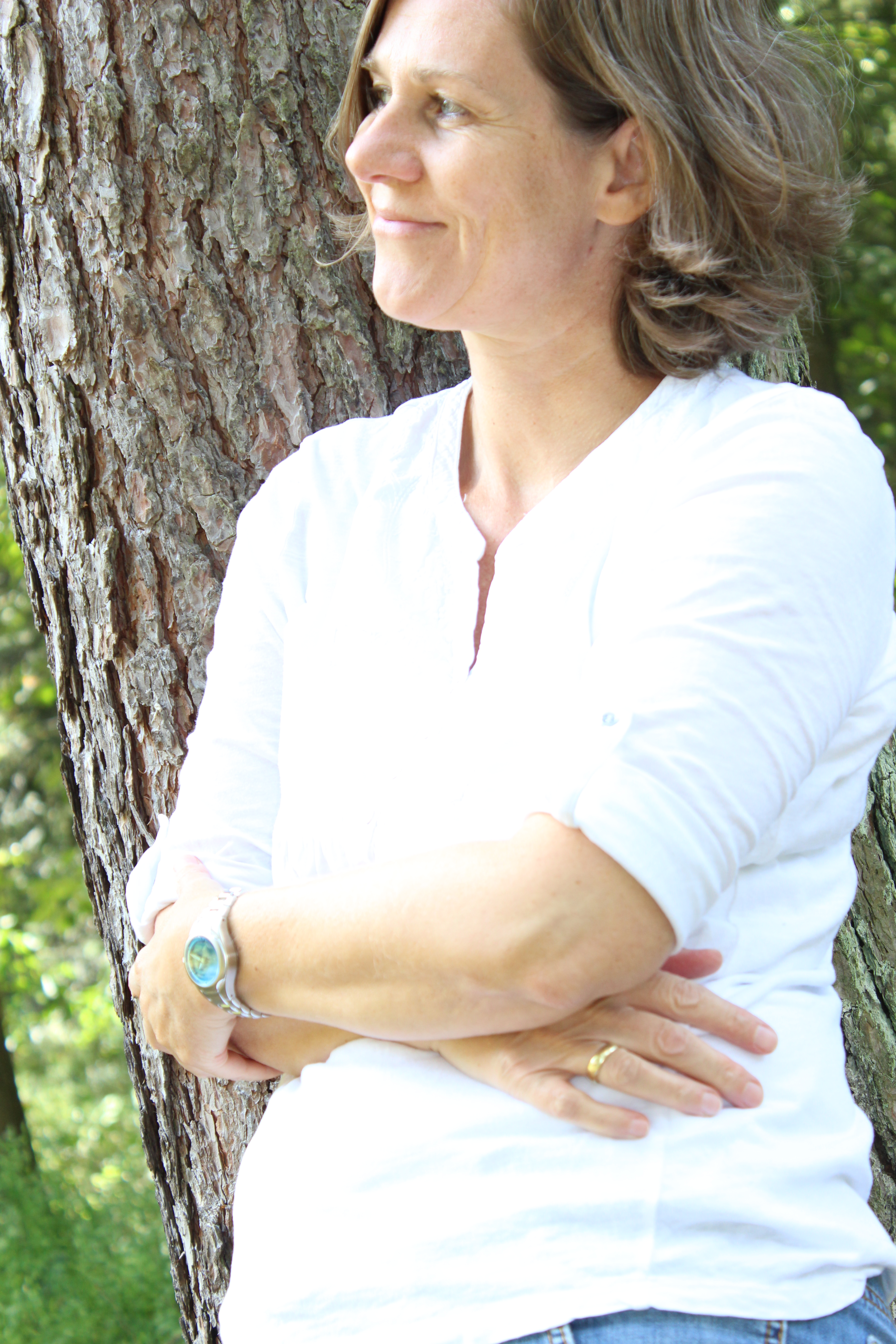
Alice Pantermüller 2013

## Leben
Alice Pantermüller wurde am 9. Juli 1968 als erste von zwei Töchtern geboren, die beide bereits während ihrer Grundschulzeit Schulhefte mit Geschichten füllten. Dennoch war sie sich in dieser Zeit noch nicht sicher, ob sie „Buchschreiberin“ oder nicht doch lieber Lehrerin werden sollte.
Nach ihrem Abitur im Jahr 1988 am Alten Gymnasium in Flensburg entschied sie sich dann für ein Lehramtsstudium. So studierte sie die Fächer Deutsch, Kunst und Geschichte fürs Lehramt an Grund- und Hauptschulen an der PH Flensburg (heute Europa-Universität Flensburg). Anschließend verbrachte sie ein Jahr als deutsche Fremdsprachenassistentin in Ayr, Schottland, wo sie den Deutschunterricht an zwei schottischen Gesamtschulen unterstützte. Nach ihrer Rückkehr und den ersten Monaten der zweiten Ausbildungsphase jedoch nahm sie Abstand vom Lehrerberuf und schloss stattdessen noch eine Ausbildung zur Buchhändlerin ab.
Seit dem Jahr 2000 lebt die Autorin zusammen mit ihrem Mann und den beiden Söhnen im Landkreis Celle in Niedersachsen.

## Schriftstellerischer Werdegang
Ende 2009 nahm Alice Pantermüller an einem Schreibwettbewerb teil, der vom Arena Verlag Würzburg, einer literarischen Agentur und dem Münchner Merkur ausgeschrieben worden war. Gesucht wurden „Romane aller Art“ für Leser zwischen zehn und vierzehn Jahren. Etwa 200 Autoren reichten Texte ein, so auch Pantermüller. Ihr Manuskript „Insel der Dinosaurier“ hatte sie ursprünglich nur für ihre beiden Söhne geschrieben. Doch es ging als Sieger des Wettbewerbs hervor. Unter dem Titel „Bendix Brodersen - Angsthasen erleben keine Abenteuer“ erschien es im Januar 2011 im Arena Verlag.
Seitdem wurde Alice Pantermüller in erster Linie durch ihre Reihe „Mein Lotta-Leben“ bekannt, in der die zehnjährige Lotta in humorvollen und von der Illustratorin Daniela Kohl reich bebilderten Tagebüchern von ihrem Leben als „blockflötisch total unbegabter“ Gesamtschülerin mit „zwei Blödbrüdern“ berichtet. Unter dem Titel „Mein Lotta-Leben – Alles Bingo mit Flamingo!“ erschien 2019 ein Teil der Lotta-Reihe als Film. 2022 kam mit „Mein Lotta-Leben: Alles Tschaka mit Alpaka!“ ein weiterer Teil der Reihe ins Kino.

## Werke

### Reihen

#### Bendix Brodersen
- Angsthasen erleben keine Abenteuer. Arena, Würzburg 2011, ISBN 978-3-401-06660-8.
- Echte Helden haben immer einen Plan B. Arena, Würzburg 2011, ISBN 978-3-401-06680-6.

#### Mein Lotta-Leben
- Band 01: Alles voller Kaninchen. Arena, Würzburg 2012, ISBN 978-3-401-06739-1.
- Band 02: Wie belämmert ist das denn? Arena, Würzburg 2012, ISBN 978-3-401-06771-1.
- Band 03: Hier steckt der Wurm drin. Arena, Würzburg 2013, ISBN 978-3-401-06814-5.
- Band 04: Daher weht der Hase! Arena, Würzburg 2013, ISBN 978-3-401-06833-6.
- Band 05: Ich glaub meine Kröte pfeift! Arena, Würzburg 2014, ISBN 978-3-401-06961-6.
- Band 06: Den Letzten knutschen die Elche! Arena, Würzburg 2014, ISBN 978-3-401-06965-4.
- Band 07: Und täglich grüßt der Camembär. Arena, Würzburg 2015, ISBN 978-3-401-60038-3.
- Band 08: Kein Drama ohne Lama. Arena, Würzburg 2015, ISBN 978-3-401-60039-0.
- Band 09: Das reinste Katzentheater. Arena, Würzburg 2016, ISBN 978-3-401-60063-5.
- Band 10: Der Schuh des Känguru. Arena, Würzburg 2016, ISBN 978-3-401-60064-2.
- Band 11: Volle Kanne Koala. Arena, Würzburg 2017, ISBN 978-3-401-60136-6.
- Band 12: Eine Natter macht die Flatter. Arena, Würzburg 2017, ISBN 978-3-401-60137-3.
- Band 13: Wenn die Frösche zweimal quaken. Arena, Würzburg 2018, ISBN 978-3-401-60332-2.
- Band 14: Da lachen ja die Hunde. Arena, Würzburg 2018, ISBN 978-3-401-60333-9.
- Band 15: Wer den Wal hat. Arena, Würzburg 2019, ISBN 978-3-401-60334-6.
- Band 16: Das letzte Eichhorn. Arena, Würzburg 2020, ISBN 978-3-401-60496-1.
- Band 17: Je Otter, desto flotter. Arena, Würzburg 2021, ISBN 978-3-401-60504-3.
- Band 18: Im Zeichen des Tapirs. Arena, Würzburg 2021, ISBN 978-3-401-60505-0.
- Alles Bingo mit Flamingo! Arena, Würzburg 2022, ISBN 978-3-401-60562-3 (keine Bandnummerierung).
- Alles Tschaka mit Alpaka! Arena, Würzburg 2022, ISBN 978-3-401-60686-6 (keine Bandnummerierung).
- Band 19: Hier taucht der Papagei! Arena, Würzburg 2023, ISBN 978-3-401-60652-1.
- Band 20: Immer dem Panda nach. Arena, Würzburg 2024, ISBN 978-3-401-60653-8.
- Eine Schildkröte geht flöten. Arena, Würzburg 2024, ISBN 978-3-401-60777-1 (keine Bandnummerierung).
- Band 21: Sei kein Trottel, Axolotl Arena, Würzburg 2025, ISBN 978-3-401-60733-7

Mehrere Titel aus der Reihe sind ins Englische, Dänische, Norwegische, Niederländische, Griechische, Spanische, Katalanische, Lettische, Litauische, Finnische und Afrikaans übersetzt worden. 2019 erschien der Film Mein Lotta-Leben – Alles Bingo mit Flamingo! in den deutschen Kinos. 2022 erschien der Film Mein Lotta-Leben: Alles Tschaka mit Alpaka! in den deutschen Kinos.

#### Weitere Lotta-Bücher
- Dein Lotta-Leben: Tagebuch. Arena, Würzburg 2013, ISBN 978-3-401-06859-6.
- Dein Lotta-Leben: Freundebuch. Arena, Würzburg 2013, ISBN 978-3-401-06892-3.
- Lotta feiert Weihnachten. Arena, Würzburg 2013, ISBN 978-3-401-06902-9.
- Dein Lotta-Leben: Ferienbuch. Für die Reise, den Urlaub und alle deine Abenteuer. Arena, Würzburg 2016, ISBN 978-3-401-60000-0.
- Dein Lotta-Leben: Süßer die Esel nie singen. Arena, Würzburg 2016, ISBN 978-3-401-60182-3.

#### Superhelden
- Superhelden fliegen geheim. Arena, Würzburg 2013, ISBN 978-3-401-26825-5.
- Superhelden haut nichts vom Sockel. Arena, Würzburg 2013, ISBN 978-3-401-06850-3.
- Superhelden schwimmen immer oben. Arena, Würzburg 2014, ISBN 978-3-401-06936-4.
- Als ein Weihnachtsheld vom Himmel fiel. Arena, Würzburg 2014, ISBN 978-3-401-06966-1.

#### Linni von Links
- Berühmt mit Kirsche obendrauf. Arena, Würzburg 2015, ISBN 978-3-401-06994-4.
- Ein Star im Himbeer-Sahne-Himmel. Arena, Würzburg 2015, ISBN 978-3-401-60062-8.
- Alle Pflaumen fliegen hoch. Arena, Würzburg 2016, ISBN 978-3-401-60163-2.
- Die Heldin der Bananentorte. Arena, Würzburg 2016, ISBN 978-3-401-60189-2.

#### Die außergewöhnlichen Fälle der Florentine Blix
- Tatort der Kuscheltiere. Arena, Würzburg 2022, ISBN 978-3-401-60578-4.
- Geheimakte Flaschenpost. Arena, Würzburg 2023, ISBN 978-3-401-60579-1.
- Die Rache des Seesterns. Arena, Würzburg 2024, ISBN 978-3-401-60748-1.

Alle Bücher von Bendix Brodersen, Lotta, Florentine Blix und Linni von Links sind auch als Hörbuch erschienen, ebenso der erste Band der Superhelden.

#### Poldi und Partner
- Immer dem Nager nach. Arena, Würzburg 2017, ISBN 978-3-401-60274-5.
- Ein Pinguin geht baden. Arena, Würzburg 2018, ISBN 978-3-401-60302-5.
- Alpaka ahoi! Arena, Würzburg 2018, ISBN 978-3-401-60416-9.

### Einzeltitel
- Der Zickenzoff oder warum ich plötzlich zwei beste Freundinnen hatte. Arena, Würzburg 2013, ISBN 978-3-401-50459-9.
- Keine Angst vor Seeungeheuern! Arena Bücherbär, Würzburg 2013, ISBN 978-3-401-70235-3.
- Milla im magischen Garten. Arena Bücherbär, Würzburg 2014, ISBN 978-3-401-70425-8.
- Lina und Fred. Ein Bär kennt kein Pardon. Arena, Würzburg 2014, ISBN 978-3-401-70544-6.
- Millas magischer Schultag. Arena, Würzburg 2015, ISBN 978-3-401-70602-3.
- Linus und die Rache der Panther-Bande. Arena, Würzburg 2015, ISBN 978-3-401-70561-3.
- Lillemi und Wolf. kleine Fee mit großem Herzen. Arena, Würzburg 2016, ISBN 978-3-401-70754-9.
- Milla und ihre magischen Freunde. Arena, Würzburg 2018, ISBN 978-3-401-70800-3.
- Mein Leben, manchmal leicht daneben. Roman. Knaur Taschenbuch, München 2019, ISBN 978-3-426-52298-1.
- Segelsommer oder Die beste Katastrophe meines Lebens. Roman. Knaur Taschenbuch, München 2022, ISBN 978-3-426-52299-8.